# Nieziemskie granie dla Ciebie Panie
Nieziemskie granie dla Ciebie Panie – płyta zespołu Golec uOrkiestra wydana w 2005. Na podwójnym albumie znajdują się kolędy i pastorałki. Płyta dotarła do 17. miejsca listy OLiS w Polsce.

## Lista utworów
CD1
1. „Pastuszkowie bracia mili”
2. „To jus pora na wilijom”
3. „Wśród nocnej ciszy”
4. „Judzką krainę”
5. „Łokarynki, fujarecki”
6. „Oj, Maluśki, Maluśki”
7. „Bóg się rodzi”
8. „W żłobie leży”
9. „Przybieżeli do Betlejem”

CD2
1. „Przysiadło słonko”
2. „Gdy się Chrystus rodzi”
3. „Gore gwiazda”
4. „Idymy z muzyckom do Maluśkigo”
5. „Dzisiaj w Betlejem”
6. „O gwiazdo betlejemska”
7. „Mizerna cicha”
8. „Pójdźmy wszyscy do stajenki”
9. „Nie było miejsca dla ciebie”
10. „Bonus: Leć muzyczko”